# فرودگاه بین‌المللی گایلین لیانگ‌جیانگ
فرودگاه بین‌المللی گایلین لیانگ‌جیانگ (به انگلیسی: Guilin Liangjiang International Airport) یک فرودگاه همگانی مسافربری با کد یاتا KWL است که یک باند فرود بتن دارد و طول باند آن ۳۲۰۰ متر است. این فرودگاه در کشور چین قرار دارد و در ارتفاع ۱۷۴ متری از سطح دریا واقع شده‌است.

## شرکت‌های هواپیمایی و مقصدهای پروازی

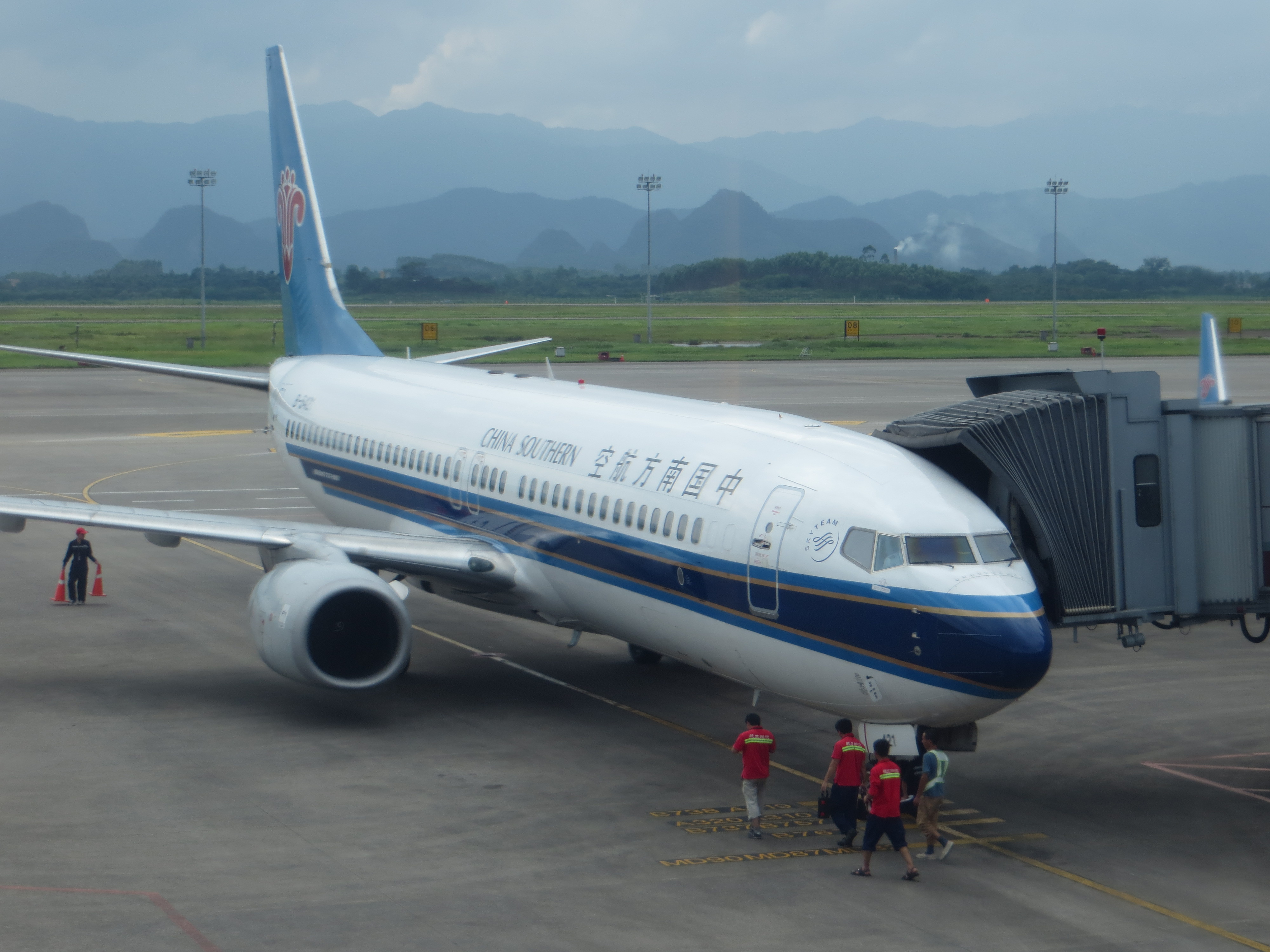
A هواپیمایی جنوبی چین 737-800 boarding

| شرکت‌های هواپیمایی       | مقصدهای پروازی | Terminal/ Concourse |
| ----------------------- | --- | ------------------- |
| ایرآسیا                 | کوالالامپور | International       |
| شانگ آن ایرلاینز        | شی‌آن شیان‌یانگ | Domestic            |
| ایر چاینا               | پکن، چنگدو شوانگلیو، هانگجو ژیاشان، شانگهای پودنگ، شی‌آن شیان‌یانگ | Domestic            |
| آسیانا ایرلاینز         | اینچئون | International       |
| بیجینگ کپیتال ایرلاینز  | هایکو میلان، هانگجو ژیاشان، جینان یاکیانگ، نانجینگ لوکو، ووسو تائی‌یوان، زیامن گائوچی، شی‌آن شیان‌یانگ، کوه ووتای، ژنگژو سین‌ژنگ | Domestic            |
| کامبوج انگکور ایر       | چارتر: سیم ریپ | International       |
| دراگون‌ایر               | هنگ کنگ | Domestic            |
| Chengdu Airlines        | هایکو میلان، ژنگژو سین‌ژنگ | Domestic            |
| هواپیمایی شرقی چین      | چانگجو بنیو، فوژو چنگل، هفئی ژینگیاو، کونمینگ چانگشوی، لانجو ژنگچوان، نانچانگ چانگبی، نانجینگ لوکو، نینگبو لیشه، اوردوس ایجین هورو, سانیا فونیکس، شانگهای پودنگ، ونچو یونگچیانگ، سانن شوفانگ، شی‌آن شیان‌یانگ، سینینگ کائوجیابو، ییچانگ سانگسیا                                                                          | Domestic            |
| China Eastern Airlines  | اینچئون | International       |
| China Express Airlines  | بایس یووجیانگ، بیهای فوچنگ، چنگچینگ ییانگبی | Domestic            |
| هواپیمایی جنوبی چین     | پکن, چنگدو شوانگلیو، چنگچینگ ییانگبی، دالیان ژووشویزی، بایون گوآنگجو، هایکو میلان، هانگجو ژیاشان، هفئی ژینگیاو، کونمینگ چانگشوی، نانجینگ لوکو، نانینگ ووژو، کینگدائو لیوتینگ، شانگهای پودنگ، جییانگوشان، شنینگ تخین، شنژن بن، ووسو تائی‌یوان، اورومچی دیووپو، ونچو یونگچیانگ، ووهان تیانهه، شی‌آن شیان‌یانگ، ژنگژو سین‌ژنگ | Domestic            |
| هواپیمایی جنوبی چین     | سووارنابومی، تائویوان تایوان,کانزای, فصلی: موان | International       |
| اوا ایر                 | تائویوان تایوان | Domestic            |
| فار ایسترن ایر ترنسپورت | گاوشیونگ | International       |
| Fuzhou Airlines         | فوژو چنگل | Domestic            |
| گارودا ایندونزیا        | چارتر: سوئکارنو-هتا | International       |
| گرند چاینا ایر          | پکن | Domestic            |
| هاینان ایرلاینز         | هانگجو ژیاشان، سانیا فونیکس، شی‌آن شیان‌یانگ، سوژو گئوانئین | Domestic            |
| جونیائو ایرلاینز        | شانگهای پودنگ | Domestic            |
| کورین ایر               | چارتر: ججو | International       |
| Lucky Air               | فوژو چنگل، کونمینگ چانگشوی، زیامن گائوچی | Domestic            |
| New Gen Airways         | دن موئنگ | International       |
| اوکی ایرویز             | تیانجین بینهای | Domestic            |
| Scoot                   | چانگی سنگاپور | International       |
| شاندونگ ایرلاینز        | چنگدو شوانگلیو، چنگچینگ ییانگبی، فوژو چنگل، هانگجو ژیاشان، جینان یاکیانگ، نانجینگ لوکو، کینگدائو لیوتینگ، ووهان تیانهه، زیامن گائوچی، یانتای لایشان، ژنگژو سین‌ژنگ | Domestic            |
| شانگهای ایرلاینز        | شانگهای پودنگ | Domestic            |
| Shanghai Airlines       | گیمهی | International       |
| شنژن ایرلاینز           | هفئی ژینگیاو، نانجینگ لوکو، نانتونگ زینگدونگ، شنینگ تخین، سانن شوفانگ | Domestic            |
| سیچوان ایرلاینز         | هاربین تایپینگ، سانیا فونیکس، ووسو تائی‌یوان، یینچوان هیدونگ | Domestic            |
| اسپرینگ ایرلاینز        | شانگهای پودنگ، شنینگ تخین، شیاژونگ ژنگدینگ | Domestic            |
| تیانجین ایرلاینز        | لانگ‌دونگ‌بائو گوئی‌یانگ، هایکو میلان، لانجو ژنگچوان، تیانجین بینهای، ژنگژو سین‌ژنگ | Domestic            |
| وست ایر                 | چنگچینگ ییانگبی | Domestic            |
| ژیامن ایرلاینز          | چنگچینگ ییانگبی، فوژو چنگل، زیامن گائوچی | Domestic            |